# Erwin Hölzle
Erwin Hölzle (* 6. September 1901 in Neu-Ulm; † 27. Dezember 1976 in Freiburg i. Br.) war ein deutscher Historiker.

## Leben
Hölzle studierte Geschichte an den Universitäten Freiburg, München und Berlin. 1925 promovierte er in Berlin über das Thema Die altgermanische Freiheitsidee in der historisch-politischen Literatur bis Montesquieu, vornehmlich in England und Frankreich. Er war seit der Weimarer Republik an der Erforschung und Propaganda zur deutschen Kriegsschuld am Ersten Weltkrieg beteiligt. Unter dem Archivar Erich Otto Volkmann bearbeitete er seit dem 15. Mai 1933 die Akten zur Gründung des polnischen Staates 1918 für die Historische Reichskommission. Zur Zeit des Nationalsozialismus gehörte er seit 1933 (in einem Aufsatz in der Historischen Zeitschrift) zu den bekennenden Nationalsozialisten unter den Historikern; zum 1. Mai 1933 trat er der NSDAP bei (Mitgliedsnummer 2.635.911), von 1935 bis 1937 war er Blockwart. Er war Mitarbeiter der Arbeitsgemeinschaft zur Erforschung der bolschewistischen Weltgefahr unter Heinrich Härtle im Amt Rosenberg. 1935 griff er den jüdischen Historiker Arnold Berney wegen seiner Abkunft offen an. Auf dem Internationalen Historikertag in Warschau 1933 trat er mit einem Parteiabzeichen auf. 1939/40 erhielt er einen Lehrauftrag an der Universität Tübingen. 1940–1943 war er Mitglied der Archivkommission des Auswärtigen Amts im Quai d’Orsay. 1943 habilitierte er sich bei Heinrich von Srbik an der Universität Wien. 1944 wurde er Dozent in Berlin.
Nach 1945 arbeitete Hölzle im Rang eines Regierungsrats als Referent und später Leiter der landesgeschichtlichen Abteilung am Statistischen Landesamt Stuttgart mit Wohnsitz in Konstanz. Dort war er Mitglied im Konstanzer Arbeitskreis für mittelalterliche Geschichte. Außerdem wirkte er in der Ranke-Gesellschaft und bei der Zeitschrift Das Historisch-Politische Buch mit. Bis zum Lebensende bekämpfte er die Kriegsschuldthesen von Fritz Fischer.
In der Sowjetischen Besatzungszone wurde Hölzles Schrift Der Osten im ersten Weltkrieg (1944) sowie das von ihm herausgegebene Werk Das Werden unseres Volkes. Ein Bildersaal deutscher Geschichte (1938) auf die Liste der auszusondernden Literatur gesetzt.

## Schriften (Auswahl)
- Die Idee einer altgermanischen Freiheit vor Montesquieu: Fragmente aus der Geschichte politischer Freiheitsbestrebungen in Deutschland, England und Frankreich vom 16.–18. Jahrhundert, Oldenbourg, München 1925 (zugleich erw. Diss.).
- Das alte Recht und die Revolution. Eine politische Geschichte Württembergs in der Revolutionszeit 1789–1805, Oldenbourg, München/Berlin 1931.
- Württemberg im Zeitalter Napoleons und der Deutschen Erhebung. Eine deutsche Geschichte der Wendezeit im einzelstaatlichen Raum, Kohlhammer, Stuttgart/Berlin 1937.
- (Hrsg.): Das Werden unseres Volkes. Ein Bildersaal deutscher Geschichte, Union, Stuttgart 1938.
- Der Osten im ersten Weltkrieg, Koehler & Amelang, Leipzig 1944.
- Russland und Amerika. Aufbruch und Begegnung zweier Weltmächte, Oldenbourg, München 1953.
- Lenin 1917. Die Geburt der Revolution aus dem Kriege, Oldenbourg, München 1957.
- Die Revolution der zweigeteilten Welt. Eine Geschichte der Mächte 1905–1929, Rowohlt, Reinbek 1963.
- Die deutschen Ostgebiete zur Zeit der Weimarer Republik, Böhlau, Köln/Graz 1966.
- Lenin und die russische Revolution, Francke, Bern/München 1968.
- Die Selbstentmachtung Europas. Das Experiment des Friedens vor und im Ersten Weltkrieg. Unter Verwertung unveröffentlichter, zum Teil verlorengegangener deutscher und französischer Dokumente. 2 Bände. Band 2: Vom Kontinentalkrieg zum weltweiten Krieg: Das Jahr 1917. Fragment, Musterschmidt, Göttingen/Frankfurt/Zürich 1975–1978.
- Amerika und Russland. Entstehung ihres Weltgegensatzes, Musterschmidt, Göttingen/Frankfurt/Zürich 1980, ISBN 978-3-7881-1700-9.
- (Hrsg.): Quellen zur Entstehung des Ersten Weltkrieges. Internationale Dokumente 1901–1914. Mit einem Geleitwort von Winfried Baumgart, Wissenschaftliche Buchgesellschaft, 2. Aufl. Darmstadt 1995.